# The Wicked Darling
The Wicked Darling é um filme norte-americano de 1919, do gênero drama, dirigido por Tod Browning, com Lon Chaney. Foi considerado um filme perdido até que uma cópia foi encontrada na Europa na década de 1990. A cópia agora reside no Nederlands Filmmuseum.

## Elenco
- Priscilla Dean como Mary Stevens
- Wellington A. Playter como Kent Mortimer
- Lon Chaney como Stoop Connors
- Spottiswoode Aitken como Fadem
- Gertrude Astor como Adele Hoyt
- Kalla Pasha como barman